# Julian Halwachs
Julian Halwachs (* 25. Jänner 2003) ist ein österreichischer Fußballspieler.

## Karriere
Halwachs begann seine Karriere beim SC Grafenschachen. Im April 2009 wechselte er zum SC Pinkafeld. Zur Saison 2009/10 kehrte er wieder nach Grafenschachen zurück. Zur Saison 2013/14 wechselte er in die Jugend des TSV Hartberg. Im März 2015 schloss er sich dem SK Sturm Graz an. Zur Saison 2017/18 wechselte der Mittelfeldspieler in die Akademie des FC Red Bull Salzburg, in der er fortan sämtliche Altersstufen durchlief.
Zur Saison 2021/22 rückte Halwachs in den Kader des zweitklassigen Farmteams der Salzburger, FC Liefering. Sein Debüt in der 2. Liga gab er im November 2021, als er am 16. Spieltag jener Saison gegen die Kapfenberger SV in der 85. Minute für Benjamin Böckle eingewechselt wurde. Insgesamt kam er in eineinhalb Jahren zu 16 Zweitligaeinsätzen für Liefering.
Im Februar 2023 kehrte Halwachs zum Bundesligisten TSV Hartberg zurück, bei dem er bereits in seiner Jugend gespielt hatte, bei dem er einen bis Juni 2026 laufenden Vertrag erhielt. Für Hartberg kam er zu 19 Einsätzen in der Bundesliga. Im September 2024 wechselte er leihweise zum Zweitligisten ASK Voitsberg. Während der Leihe kam er zu 15 Einsätzen in der 2. Liga, aus der er mit Voitsberg aber abstieg.